# Anselme de Mauny
Pour les articles homonymes, voir Mauny (homonymie).
 Anselme de Mauny  , aussi nommé Anselme de Bercenay, a été le vingt-deuxième évêque de Laon de 1215 à 1238.

## Biographie
Né à Bercenay-le-Hayer. Avant de devenir évêque de Laon, il fit des études en l'Université à Paris. Il a assisté aux obsèques du roi Philippe-Auguste, au mariage de Saint Louis. Élu évêque il se rendit au Concile de Latran en 1215 en tant que duc et pair ecclésiastique de France. Sous son épiscopat furent amenées les reliques de Béat, Preuve et Genebault en la cathédrale de Laon et en 1231 il accueillait le concile de Laon.
Il reposa en l'église de l'abbaye de Vauluisant sous un monument de cuivre qui fut vendu en 1448 pour la réfection de l'église. Des fouilles en 1881 mirent au jour les restes de l'évêque qui furent rassemblés en une châsse et translatés en l'église de Bercenay.
Anselme, fit reconstruire le château de Presles, ainsi que le château de Pouilly